# Gervais Charpentier
Gervais-Hélène Charpentier, född 2 juli 1805 i Paris, död där 14 juli 1871, var en fransk bokförläggare.
Charpentier började 1838 att utge Bibliothèque Charpentier, en samling fransk och utländsk skönlitteratur i pappersformatet 18:o, även kallat Charpentier-format, samt redigerade Magazin de librairie (senare Revue nationale). Formatet 18.0 (11,5 x 18,3 cm) lade grunden till pocketboken. Efter Gervais död tog sonen Georges (1846-1905) över förlaget